# داریک، شیراک
داریک (به ارمنی: Դարիկ) یک روستا در ارمنستان است که در استان شیراک واقع شده‌است. داریک در  کیلومتری شمال گیومری، مرکز استان شیراک واقع شده است.

## خصوصیات
داریک  ۱۱ نفر جمعیت دارد و در ارتفاع  متر بالاتر از سطح دریا قرار گرفته است.